# Liste der Bodendenkmäler in Schwabbruck
Auf dieser Seite sind die Bodendenkmäler in der oberbayerischen Gemeinde Schwabbruck zusammengestellt. Diese Tabelle ist eine Teilliste der Liste der Bodendenkmäler in Bayern. Grundlage ist die Bayerische Denkmalliste, die auf Basis des Bayerischen Denkmalschutzgesetzes vom 1. Oktober 1973 erstmals erstellt wurde und seither durch das Bayerische Landesamt für Denkmalpflege geführt wird. Die folgenden Angaben ersetzen nicht die rechtsverbindliche Auskunft der Denkmalschutzbehörde.

## Bodendenkmäler der Gemeinde

### Bodendenkmäler in der Gemarkung Schwabbruck
| Lage                                | Objekt | Akten-Nr.     | Bild           |
| ----------------------------------- | --- | ------------- | -------------- |
| Schwabbruck (Standort)              | Burgstall des hohen Mittelalters. Siehe auch: Burgstall Schwabbruck | D-1-8130-0100 |                |
| Schwabbruck (Standort)              | Turmhügel des hohen oder späten Mittelalters. Siehe auch: Turmhügel | D-1-8130-0101 |                |
| Schwabbruck Kirchgasse 1 (Standort) | Untertägige mittelalterliche und frühneuzeitliche Befunde im Bereich der Katholischen Pfarrkirche St. Walburga in Schwabbruck und ihrer Vorgängerbauten. Siehe auch: St. Walburga (Schwabbruck) | D-1-8131-0209 | weitere Bilder |